# Backteller
Backteller (auch Tonscheiben genannt) sind tellerförmige Tonscheiben aus der Vorzeit. Sie wurden nach ihrem vermuteten Verwendungszweck benannt.
Sie finden sich in Horizonten der jungsteinzeitlichen Baalberger Kultur, der Chassey-Lagozza-Cortaillod-Kultur (4600–2400 v. Chr.), der Kugelamphoren-Kultur (3100–2700 v. Chr.), der Michelsberger Kultur (4400–3500 v. Chr.), in der frühen nordischen Trichterbecherkultur (TBK 4200–2800 v. Chr.) sowie in der Vlaardingen-Kultur (3350–1950 v. Chr.)
Technische Untersuchungen ergaben, dass es bei den in der Erhaltung, Herstellungsart und Tonbeschaffenheit von der übrigen Keramik merklich unterscheidbaren Stücken nicht auf Wasser-, wohl aber auf Warmfestigkeit ankam. Dies lässt die Erklärung zu, dass die Platten als Backteller dienten.
Bei gaschromatographischen Analysen zweier Backteller von der Heuneburg (6. Jahrhundert v. Chr.) wurde auf den Plattenböden Knochenöl nachgewiesen.
Auf Backtellern könnte Getreidebrei als Fladenbrot zubereitet worden sein. Auf einem Backteller aus der Siedlung Weiher bei Thayngen (Kanton Schaffhausen, Schweiz) – wahrscheinlich zur Michelsberger Kultur gehörend – fanden sich Abdrücke einer geflochtenen Matte, welche offenbar aus einem bast- oder eher grasartigen Material bestand. Es gibt Backteller mit Löchern (Perforationen) und konzentrischen Rillen.